# Biessenhofen TG
| TG ist das Kürzel für den Kanton Thurgau in der Schweiz. Es wird verwendet, um Verwechslungen mit anderen Einträgen des Namens Biessenhofen zu vermeiden. |

Biessenhofen ist eine Ortschaft in der politischen Gemeinde Amriswil des Bezirks Arbon im Kanton Thurgau in der Schweiz und liegt an der Hauptstrasse 14 zwischen Erlen und Amriswil.
Biessenhofen war von 1803 bis 1978 eine Ortsgemeinde der damaligen Munizipalgemeinde Amriswil. Am 1. Januar 1979 fusionierte die Ortsgemeinde Biessenhofen zur Einheitsgemeinde Amriswil.

## Geschichte

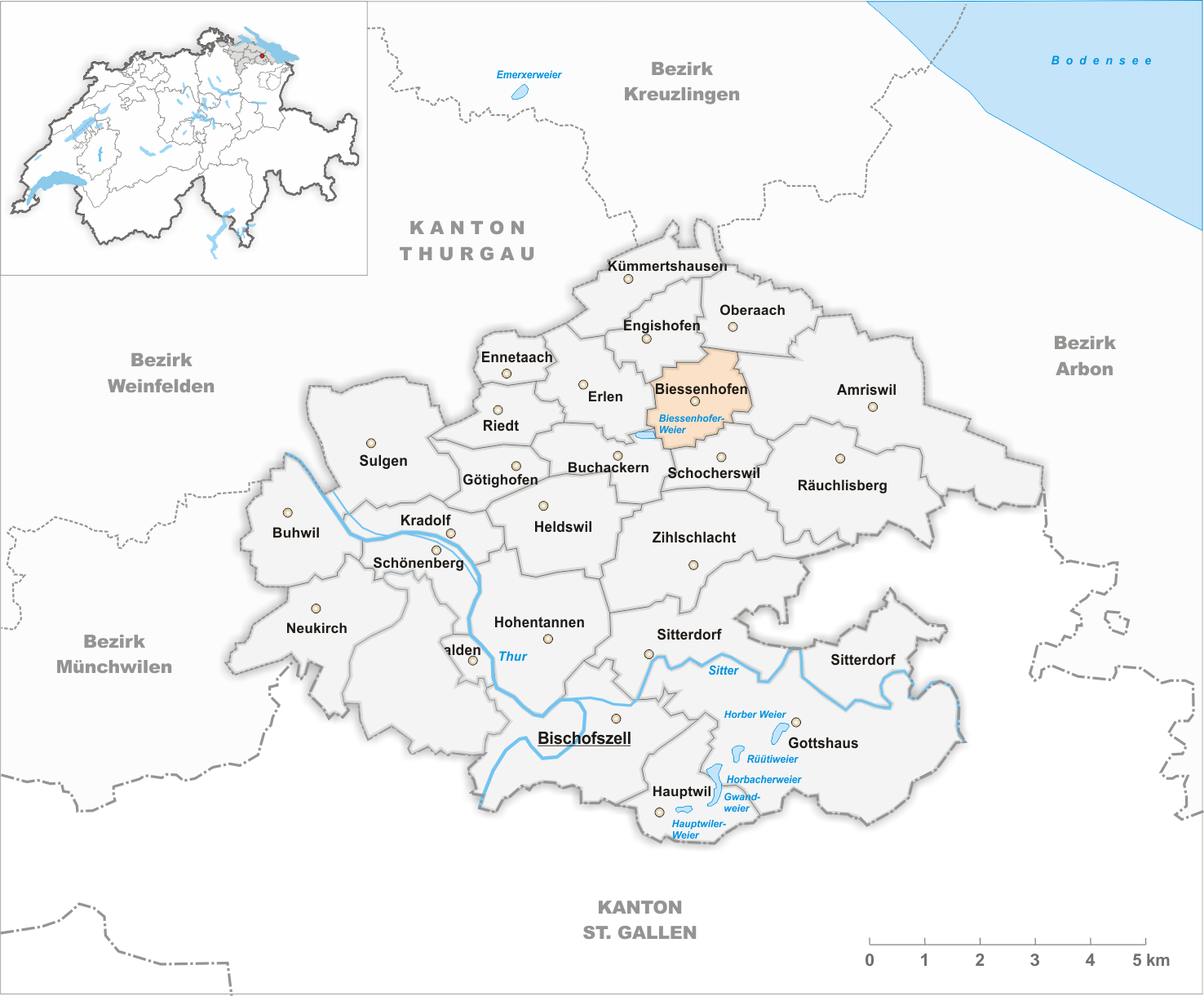
Gemeindestand vor der Fusion im Jahr 1979

Biessenhofen wird 848 als Puasunhovun und 1220 als Büesinhouen urkundlich erwähnt. Aus dem Mittelalter stammen Überreste einer Motte, der Burgstelle Biessenhofen. Biessenhofen war ein bischöflich-konstanzisches Lehen und gelangte nach 1372 an die Herren von Helmsdorf auf Eppishausen. Als Teil der Gerichtsherrschaft Eppishausen gehörte es 1698 bis 1798 dem Kloster Muri.
1799 brannten in Biessenhofen 17 Häuser und 16 Scheunen nieder. Biessenhofen war damals noch grösser als das benachbarte Amriswil. Eine freiwillige Brandsteuer in Amriswil und Sommeri ermöglichte den Wiederaufbau. Der Brand machte 19 Familien mit insgesamt 78 Personen obdachlos.
Kirchlich gehörte das mehrheitlich reformierte Biessenhofen zu Sommeri. 1454 ist der Bau einer Jakobs- und Marienkapelle belegt, 1497 die Stiftung einer Messpfründe. Nachdem die Kapelle von 1529 bis 1630 ausser Gebrauch war, erfolgten 1680 die Anstellung eines Kaplans und 1698 die Inkorporation in das Kloster Muri. 1911 wurde die Kapelle der katholischen Pfarrei Amriswil zugeteilt.
Vom Spätmittelalter bis ins 20. Jahrhundert diente der seit 1946 unter Naturschutz stehende Biesshofer Weiher der Müllerei. Ende des 19. Jahrhunderts löste die Milchwirtschaft mit einer Käserei den Getreide- und Obstbau ab.

## Bevölkerung
| Jahr         | 1850  | 1900  | 1950  | 1970  | 2010  | 2018  | 2023  |  |
| Ortsgemeinde | 220   | 183   | 223   | 202   |       |       |       |  |
| Ortschaft    |       |       |       |       | 131   | 141   | 142   |  |
| Quelle       | [ 3 ] | [ 3 ] | [ 3 ] | [ 3 ] | [ 5 ] | [ 2 ] | [ 6 ] |  |

Von den insgesamt 142 Einwohnern der Ortschaft Biessenhofen am 31. Dezember 2023 waren 19 bzw. 13,4 % ausländische Staatsbürger. 54 (38,0 %) waren evangelisch-reformiert und 45 (31,7 %) römisch-katholisch.

## Sehenswürdigkeiten

### Kapelle

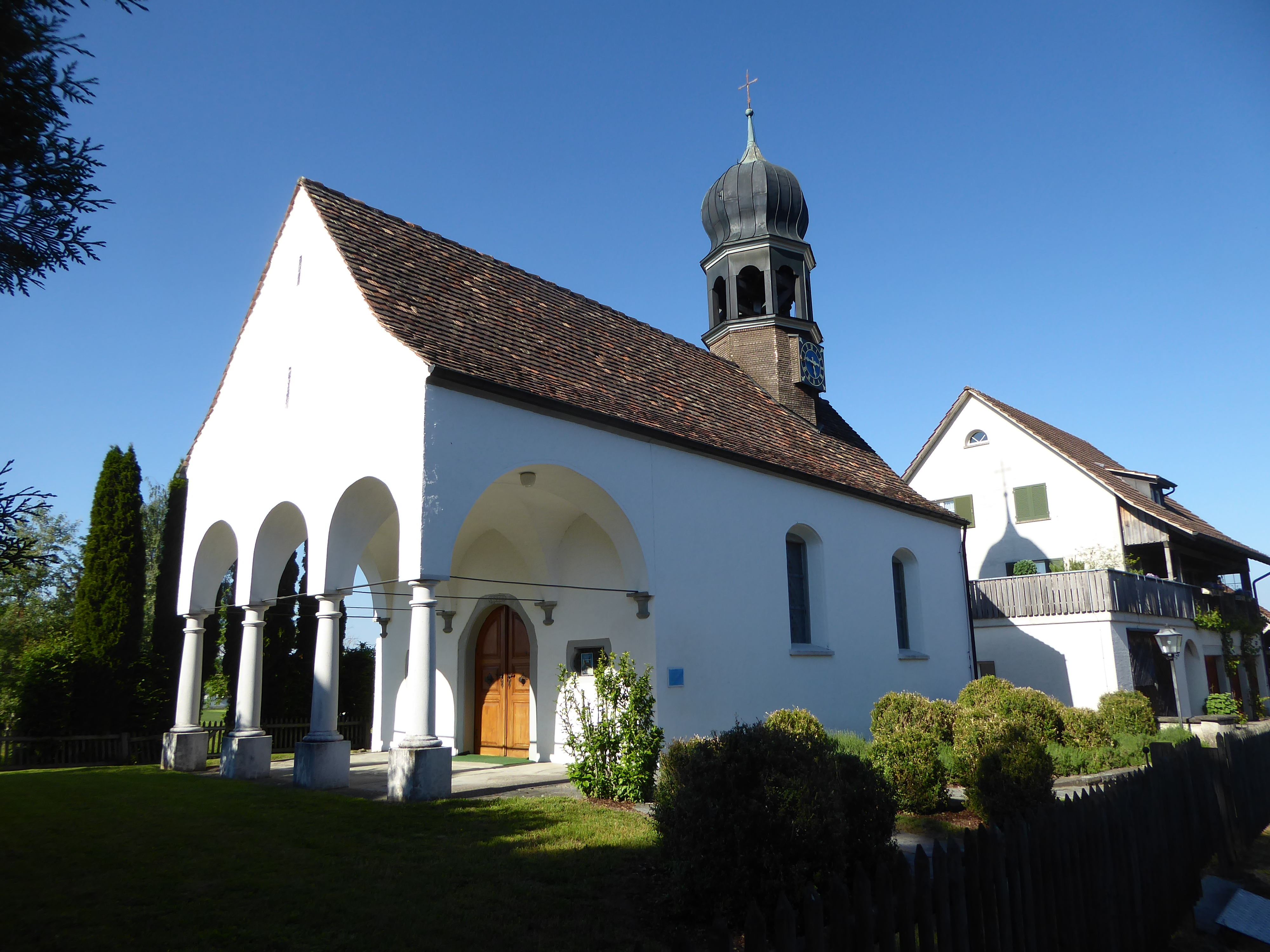
Kapelle St. Jakobus

1454 wurde die Kapelle von den beiden Schwestern Grosselsi und Kleinelsi zu Ehren des heiligen St. Jakobus errichtet. 1529 wurde die Kaplanei aufgehoben, weil Biessenhofen mehrheitlich reformiert war, und 1680 durch das Kloster Muri wieder hergestellt. Seit 1911 gehört die Kapelle zur damals neu gebildeten katholischen Kirchgemeinde Amriswil. 1950 wurde sie erneuert, eine weitere Sanierung fand 2010 statt. Die Kapelle in Biessenhofen ist eines der wichtigsten historischen Gebäude in der Gemeinde Amriswil und in der Liste der Kulturgüter in Amriswil aufgeführt.

### Burgstock
Im Biessenhoferwald, auf dem steil abfallenden Ende eines Moränenzugs westlich von Schocherswil, wurde im 12. Jahrhundert eine eindrückliche hölzerne Motte erstellt. Sie gehörte vermutlich den Ministerialen von Wiler, die im Dienste des Bischofs von Konstanz standen. Die Spornspitze wurde durch einen ehemals gut 4 Meter tiefen Halsgraben abgetrennt, wodurch ein dreieckförmiges Plateau von rund 15 Metern Seitenlänge entstand. Eine Rekonstruktion zeigt einen mehrgeschossigen, aus Holz erbauten Wohnturm, dessen vorragendes Obergeschoss auch als Wehrgang diente. Das spärliche Fundmaterial vom Burgstock Biessenhofen  deutet darauf hin, dass die Anlage nicht dauerhaft bewohnt war.

### Biesshofer Weier

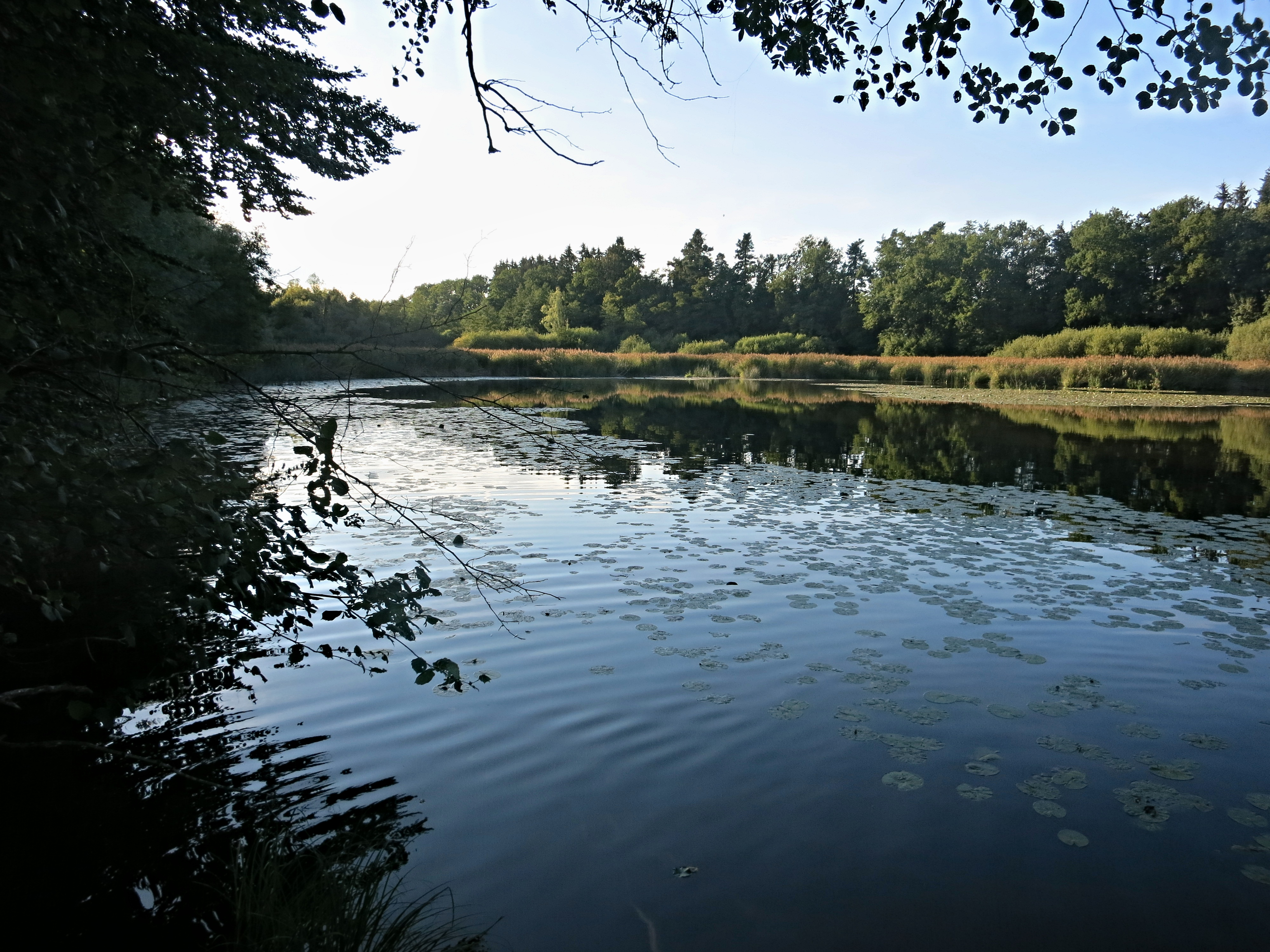
Biesshofer Weier

Der Biesshofer Weier wurde 1650 zwischen zwei Hügeln künstlich angelegt. Anfangs wurde er zur Karpfenzucht benutzt. Später, als der «mittlere Weiher» aufgestaut wurde, dienten beide zum Antrieb von Mühlen. Der jüngste, kleinste Weiher speicherte das Wasser, das während eines Tages für den Mühlenbetrieb nötig war. Im Winter wurde Eis an die Bierbrauereien verkauft. Bis 1940 wurde die Wasserkraft auch zur Stromproduktion genutzt. Um 1990 wurden 42 000 m³ Schlamm aus den drei Weihern entfernt. Seit 1946 ist der grosse Weiher unter Naturschutz. Heute sind die zwei grösseren Weiher ein Amphibienlaichgebiet von nationaler Bedeutung.